# Carrie White
(Stephen King)
Carrietta N. White, detta Carrie, è la protagonista del fortunato romanzo Carrie, scritto da Stephen King nel 1974.
È una ragazza dotata di poteri paranormali, abilità che pare aver ereditato dal padre Ralph White, che le consentono tra l'altro di muovere o anche distruggere gli oggetti. Nella storia è succube di una madre fanatica religiosa, violenta e squilibrata che non manca di picchiarla e punirla severamente, e viene bullizzata crudelmente dai compagni di scuola perché goffa e poco aggraziata o perché si comporta in ottemperanza alle credenze esagerate di sua madre. Le punizioni inflittele dalla madre e le angherie dei suoi coetanei hanno segnato profondamente la sua personalità, rendendola timida, introversa, ingenua ed estremamente diffidente.

## La storia
Carrie White nasce a Chamberlain il 21 settembre 1963, figlia del muratore Ralph White (che non conoscerà mai in quanto suo padre muore nel febbraio dello stesso anno) e di Margaret White, stiratrice impiegata alla lavanderia della città.
Sin dal giorno della sua nascita, Carrie è praticamente odiata dalla madre che, fanatica religiosa, la ritiene il frutto del peccato carnale (si definisce colpevole di aver provato piacere, in quello che di base era uno stupro maritale) e che addirittura meditò di ucciderla (senza riuscirci) poco dopo il parto. Addirittura, la psicopatica Margaret, pur vedendo il  sesso e la lussuria in quasi tutto (tanto che non tiene cuscini in casa, equiparandoli ai seni) aveva apparentemente rimosso dalla mente il concetto di gravidanza e nei mesi precedenti era convinta di essere affetta da un cancro degli organi genitali, e perciò non si era mai fatta visitare e seguire da un ginecologo e a fine gravidanza non era in ospedale.
Carrie è in possesso di poteri paranormali che inizialmente non è in grado di padroneggiare ma che scatenerà per la prima volta all'età di tre anni: alla bambina capita di vedere una giovane vicina di casa che prende il sole in giardino in bikini, Margaret se ne accorge, viene presa da un raptus di follia e cerca di uccidere la figlia per la seconda volta, e accidentalmente Carrie, per difendersi da questo, fa piovere una valanga di pietre e palle di ghiaccio sul tetto di casa sua. Le autorità cercano di spiegare tale fenomeno che si è abbattuto solo sulla casa di Carrie, ma senza venirne a capo. All'età di sedici anni, la ragazza diventa maggiormente consapevole dei suoi poteri, ma riuscirà a controllarli solo dopo l'ennesima umiliazione subita a scuola (viene presa in giro da alcune compagne dopo aver avuto per la prima volta le mestruazioni, fenomeno del quale era totalmente all'oscuro, in quanto sua madre non gliene aveva mai parlato). A seguito di questo episodio Carrie verrà ulteriormente ferita nel morale dalla madre che la punisce duramente per aver avuto le mestruazioni (che considera peccato mentre è un fenomeno naturale; un'altra prova dell'ignoranza di Margaret è dire che il primo peccato dell'umanità fu la lussuria, quando il racconto biblico fa capire che Adamo ed Eva disobbedirono per la prima volta in nome della superbi di voler diventare come Dio).
Sorprendentemente dopo questi avvenimenti le cose per lei cominciano leggermente a migliorare: difatti Susan Snell, una delle ragazze che l'avevano presa in giro viene presa dal rimorso e per riparare in qualche modo convince Tommy Ross, il suo ragazzo, a invitare Carrie al ballo scolastico che si terrà di lì a poco. Desiderosa di partecipare, quest'ultima arriverà a sfidare la madre, convinta che partecipare a un ballo scolastico sia qualcosa di peccaminoso. Tommy Ross col proseguire del tempo insieme a Carrie comincia a conoscerla meglio, incominciando davvero a innamorarsi di lei. Sfortunatamente Chris Hargensen, un'altra delle ragazze che avevano umiliato Carrie, furiosa per essere stata messa in punizione, decide di organizzare con la complicità del suo ragazzo, un teppistello di nome Billy Nolan, un terribile scherzo ai danni della povera ragazza. Dopo aver ucciso alcuni maiali e riempito due grossi secchi con il loro sangue, Chris trucca i voti in modo da far risultare Carrie e Tommy la coppia vincitrice del ballo, dopodiché rovesciano i secchi sui due, imbrattandoli completamente e ferendo anche a morte Tommy.
Questo terribile scherzo fa perdere completamente il controllo a Carrie, che con i suoi poteri provoca un incendio, che causerà la morte di tutti gli avventori della festa. Ma la furia vendicativa di Carrie non si ferma e, abbandonato l'edificio scolastico, la ragazza provoca un incendio ancora più devastante facendo esplodere un distributore di benzina, causando la distruzione dell'intero quartiere e uccidendo innumerevoli persone. Dopo aver pregato e distrutto una chiesa, a questo punto Carrie si dirige verso casa sua, con l'intento di uccidere la madre e liberarsi della sua tirannia, ma giunta a casa, non trova il coraggio di farlo. Margaret, in uno stato confusionale, le racconta la verità su come è rimasta incinta di lei: Ralph White, in preda ai fumi dell'alcol, le aveva fatto violenza. Dopodiché la donna cerca di uccidere la figlia, pugnalandola a una spalla, e Carrie la giustizia facendole fermare il cuore con i suoi poteri, abbandonando poi la casa. Dopo aver ucciso anche Chris e Billy facendoli sbandare contro un muro a 70 km/h, che incroceranno per strada Carrie, indebolita dalla perdita di sangue, raggiunge un parcheggio nel quale crolla a terra, e dove di lì a poco verrà raggiunta da Susan Snell, che ha inspiegabilmente percepito la sua presenza. Carrie, in fin di vita, accusa Susan di aver organizzato quello scherzo con tutta la scuola, ma quest'ultima la invita a entrare dentro di lei, e Carrie scopre così che Susan non aveva mai avuto intenzione di umiliarla pubblicamente  e che a differenza di tutti gli altri, non aveva mai provato rancore verso di lei e voleva solo aiutarla. Dopo aver scoperto che la ragazza è innocente, Carrie morirà tra le sue braccia.

## Film
Nel celebre adattamento cinematografico del romanzo, diretto da Brian De Palma nel 1976, Carrie è stata interpretata da Sissy Spacek, che ha ottenuto la nomination all'Oscar per la sua interpretazione.
Nel sequel del film di De Palma (Carrie 2 - La furia), Carrie non c'è (appare solo in alcuni flashback estrapolati dal primo film) ma si scopre che la ragazza protagonista del film è un'altra figlia di Ralph White.
Un adattamento televisivo del romanzo di King fu girato nel 2002. In questo film Carrie fu interpretata da Angela Bettis. È a tutt'oggi considerato l'adattamento più fedele al libro.
Il 15 marzo 2013 è uscito nelle sale americane il remake di Carrie - Lo sguardo di Satana dal titolo Lo sguardo di Satana - Carrie dove quest'ultima è interpretata da Chloë Grace Moretz, mentre il ruolo della madre Margaret è appartenuto a Julianne Moore.